# Serica polita
Serica polita är en skalbaggsart som beskrevs av Friedrich-August von Gebler 1832. Serica polita ingår i släktet Serica och familjen Melolonthidae. Inga underarter finns listade i Catalogue of Life.